# Обрій (зупинний пункт)
Обрій — проміжний зупинний пункт на лінії Харків — Зелений Колодязь між зупинним пунктом Лосєве II (2 км) і станцією Рогань (2 км), поблизу однойменного житлового масиву Індустріального району міста Харків. Поруч із зупинним пунктом пролягає Харківська окружна автомобільна дорога М03E40.
У 1972 році на зупинному пункті була проведена реконструкція і побудована висока платформа.

## Пасажирське сполучення
До 24 лютого 2022 року  на платформі Обрій зупинялися приміські електропоїзди у Граківському напрямку (на схід) і у напрямку станції Лосєве (на захід), де була можливість здійснити пересадку на станції  «Тракторний завод» та  «Індустріальна».
| Маршрути приміських поїздів |
| --------------------------- |
| Лосєве — Гракове            |
| Гракове — Лосєве            |
| Лосєве — Занки              |
| Занки — Лосєве              |

Нині пасажирського сполучення там немає